# Mihkel Müller
Mihkel Müller (ur. 21 października 1877 w Paadrema, zm. 19 grudnia 1970 w Helsinkach) – estoński zapaśnik walczący w stylu klasycznym. Olimpijczyk z Antwerpii 1920, gdzie zajął szesnaste miejsce w wadze średniej.

## Letnie Igrzyska Olimpijskie 1920
| Konkurencja | Rundy eliminacyjne       | Klas. końcowa |
| Konkurencja | Przeciwnik I             | Miejsce       |
| ----------- | ------------------------ | ------------- |
| 75 kg       | Sotirios Notaris (GRE) P | 16.           |